# Robert Metcalfe
Robert Melancton Metcalfe (Nova York, 7 de abril de 1946) é um engenheiro e empresário estadunidense que contribuiu para o desenvolvimento da Internet em 1970.

## Carreira
Ele co-inventou a Ethernet, co-fundou a 3Com e formulou a Lei de Metcalfe, que descreve o efeito de uma rede de telecomunicações. Metcalfe também fez várias previsões que não se concretizaram, incluindo a previsão do fim da internet durante a década de 1990.
Metcalfe recebeu vários prêmios, incluindo a Medalha de Honra IEEE e a Medalha Nacional de Tecnologia e Inovação por seu trabalho no desenvolvimento da tecnologia Ethernet. Em 2023, recebeu o Prêmio Turing, a mais alta distinção em ciência da computação. De 2011 a 2021, ele foi professor de inovação e empreendedorismo na Universidade do Texas em Austin.

## Publicações selecionadas
- "Packet Communication", MIT Project MAC Technical Report MAC TR-114, Dez. 1973 (uma versão reformulada da dissertação de Harvard de Metcalfe)
- "Zen and the Art of Selling", Technology Review, Mai./Jun. 1992[7]